# شهرک صنعتی (شاهین‌دژ)
شهرک صنعتی شاهین دژ از توابع دهستان محمودآباد بخش مرکزی واقع در استان آذربایجان غربی در ۴ کیلومتری جاده میاندوآب در شمال غرب شهر شاهین دژ قرار دارد این شهرک در سال ۱۳۷۵ تأسیس شد.